# 西周公
西周公（せいしゅうこう）は、戦国時代に現れた周の諸侯。

## 歴史
紀元前440年、周の考王が弟の姫掲（桓公）を河南（王城）に封じたことにはじまる。これが西周である。
紀元前367年に東周（鞏）が成立すると、周王の領土（成周）も含めて周は3分されることとなって、周の弱体化はますます進んだ。
紀元前256年、秦の攻撃を受けて、西周の文公は降伏し、西周は滅んだ。

## 歴代君主
1. 桓公（掲）
2. 威公（竈）
3. 恵公（朝）
4. 武公
5. 文公（咎）